# Administrativní dělení Lucemburska

Kantony v Lucembursku

Administrativní dělení Velkovévodství lucemburského je z hlediska územní správy dvoustupňové. Na nejvyšší úrovni se země dělí na 12 kantonů, ty se pak dělí na 105 obcí, přičemž většina z nich je složená z několika sídelních částí.
Z hlediska statistické soustavy NUTS je celá země jedinou statistickou jednotkou; podle členění LAU pro nižší jednotky je pak vyšší jednotkou (LAU 1) kanton a nižší jednotkou (LAU 2) je obec.

## Kantony
Na úrovni 12 kantonů (francouzsky cantons, německy Kantone, lucembursky Kantounen) je vykonávána místní státní správa. Počty obcí v jednotlivých kantonech jsou následující:
- Kanton Capellen – 10 obcí
- Kanton Clerf – 5 obcí
- Kanton Diekirch – 10 obcí
- Kanton Echternach – 8 obcí
- Kanton Esch an der Alzette – 14 obcí
- Kanton Grevenmacher – 8 obcí
- Kanton Lucemburk – 11 obcí
- Kanton Mersch – 11 obcí
- Kanton Redingen – 10 obcí
- Kanton Remich – 8 obcí
- Kanton Vianden – 3 obce
- Kanton Wiltz – 7 obcí

## Obce
Systém obcí (francouzsky communes, německy Gemeinden, lucembursky Gemengen) byl zaveden na počátku 19. století podle vzoru První Francouzské republiky. Jejich počet se v průběhu historie opakovaně měnil a vyvíjel; v současnosti se území Lucemburska skládá ze 105 obcí, z nichž 12 má status města.

## Distrikty (historické jednotky)
V rámci správního rozdělení existovaly od roku 1843 do roku 2015 navíc tři distrikty, do nichž byly současné kantony rozděleny následovně:
- distrikt Diekirch - kantony Clervaux, Diekirch, Redange, Vianden, Wiltz
- distrikt Grevenmacher - kantony Echternach, Grevenmacher, Remich
- distrikt Luxembourg - kantony Capellen, Esch-sur-Alzette, Luxembourg, Mersch.

Distrikty, relikty z dob dřívějších, kdy jejich komisaři byli jakýmisi královskými místodržícími, se staly prostředníky mezi ministerstvem vnitra a obcemi. Do praxe zaváděly vládní nařízení. Hlavním cílem zrušení distriktů bylo zjednodušení administrativy při kontaktu s obcemi.